# Groundhog Day: Like Father Like Son
Groundhog Day: Like Father Like Son est un jeu vidéo d'aventure en réalité virtuelle développé par Tequila Works, édité par Sony Pictures Virtual Reality et sorti en 2019 sur PlayStation VR, Oculus Rift et HTC Vive. L'histoire se déroule 26 ans après les événements du film Un jour sans fin sorti en 1993 avec Bill Murray.

## Scénario
Phil Connors Jr. un homme charmant mais arrogant a grandi dans l'ombre de son père, un homme qui est resté coincé dans une boucle temporelle jusqu'à ce qu'il se soit repenti. C'est au tour de son fils de se retrouvé piégé à Punxsutawney, jusqu'à ce qu'il trouve un moyen de se libérer de sa boucle.

## Distribution
- Aaron LaPlante : Ned Ryerson
- Denis Milfort : Elise
- Nancy Harding : Alice
- Sydney Cope : Sophie Connors
- Julie Dell Phillips : Rita Connors
- Michael Andrew Baker : Jake Connors
- Caroline Bloom : Sarah Ryerson
- Christina Collard : Lola
- Harrison Leahy : John Ryerson
- Sean Phillips : le présentateur radio
- Sean Burgos : Phil Connors Sr.
- Garrett Schweighauser : Phil Connors Jr.
- Dee Marcucci : Mary